# Róisín Harrison
Róisín Harrison (* 10. Oktober 1996) ist eine irische Leichtathletin, die sich auf den Sprint spezialisiert hat.

## Sportliche Laufbahn
Erste internationale Erfahrungen sammelte Róisín Harrison im Jahr 2015, als sie bei den Junioreneuropameisterschaften in Eskilstuna mit der irischen 4-mal-100-Meter-Staffel in 45,38 s den vierten Platz belegte. 2022 startete sie mit der 4-mal-400-Meter-Staffel bei den Hallenweltmeisterschaften in Belgrad und schied dort mit 3:30,97 min im Vorlauf aus. Im Jahr darauf wurde sie bei der 3. Liga der Team-Europameisterschaft im Rahmen der Europaspiele in Chorzów in 3:17,16 min Erste in der Mixed-Staffel. Im August belegte sie dann bei den Weltmeisterschaften in Budapest in 3:27,08 min den achten Platz mit der Frauenstaffel. 2024 belegte sie bei den Hallenweltmeisterschaften in Glasgow in 3:28,92 min den fünften Platz im Staffelbewerb.
2022 wurde Harrison irische Meisterin im 200- und 400-Meter-Lauf.

## Persönliche Bestleistungen
- 200 Meter: 23,66 s (+1,0 m/s), 14. August 2022 in Aberdeen
  - 200 Meter (Halle): 23,51 s, 30. Januar 2015 in Glasgow
- 400 Meter: 52,53 s, 10. Juni 2023 in Genf
  - 400 Meter (Halle): 53,12 s, 27. Februar 2022 in Dublin